# Africultures
Africultures ist eine Zeitschrift, die sich mit afrikanischer Kunst und Kultur und ihrer Diaspora befasst. Die Zeitschrift mit Sitz in Paris wurde im November 1997 von Journalisten und Wissenschaftlern gegründet, darunter Gérald Arnaud, Olivier Barlet, Tanella Boni, Sylvie Chalaye, Fayçal Chehat, Soeuf Elbadawi, Boniface Mongo-Mboussa, Virginie Andriamirado, Christophe Cassiau-Haurie und andere.
Die Zeitschrift und die von Africultures generierten Websites werden von der Vereinigung Africultures verwaltet, deren Vorsitzender bis 2008 Olivier Barlet war, dann bis 2013 Virginie Andriamirado, anschließend bis 2018 Voahirana Barnoud und danach Samba Doucouré. Während die Artikel unter einem von den Autoren gehaltenen Copyright stehen (interner Vertrag), wird die in der Datenbank gesammelte Dokumentation unter einer freien Lizenz veröffentlicht.
Diese Publikation versteht sich als Ort der Reflexion und begründet 10 Jahre nach ihrer Gründung im Juli 2007 ein weiteres Organ, Afriscope, das sich mit aktuellen Nachrichten aus Kunst und Kultur im Zusammenhang mit Afrika und der afrikanischen Diaspora befasst, aber auch Themen aus dem gesellschaftlichen Leben abdeckt.
Africultures konzentriert seine Aktivitäten nun auf die Website africultures.com, die versucht, „die Welten miteinander in Verbindung zu bringen“. Sie überschreitet im Jahr 2021 die Zahl von 10.000 aktuellen oder nachdenklichen Artikeln, Videos und Podcasts. Über 100.000 Abonnenten erhalten kostenlos seinen zweiwöchentlichen Newsletter, der Links zu neuen Artikeln mit aktuellen Informationen verbindet.

## Inhalt der Publikation

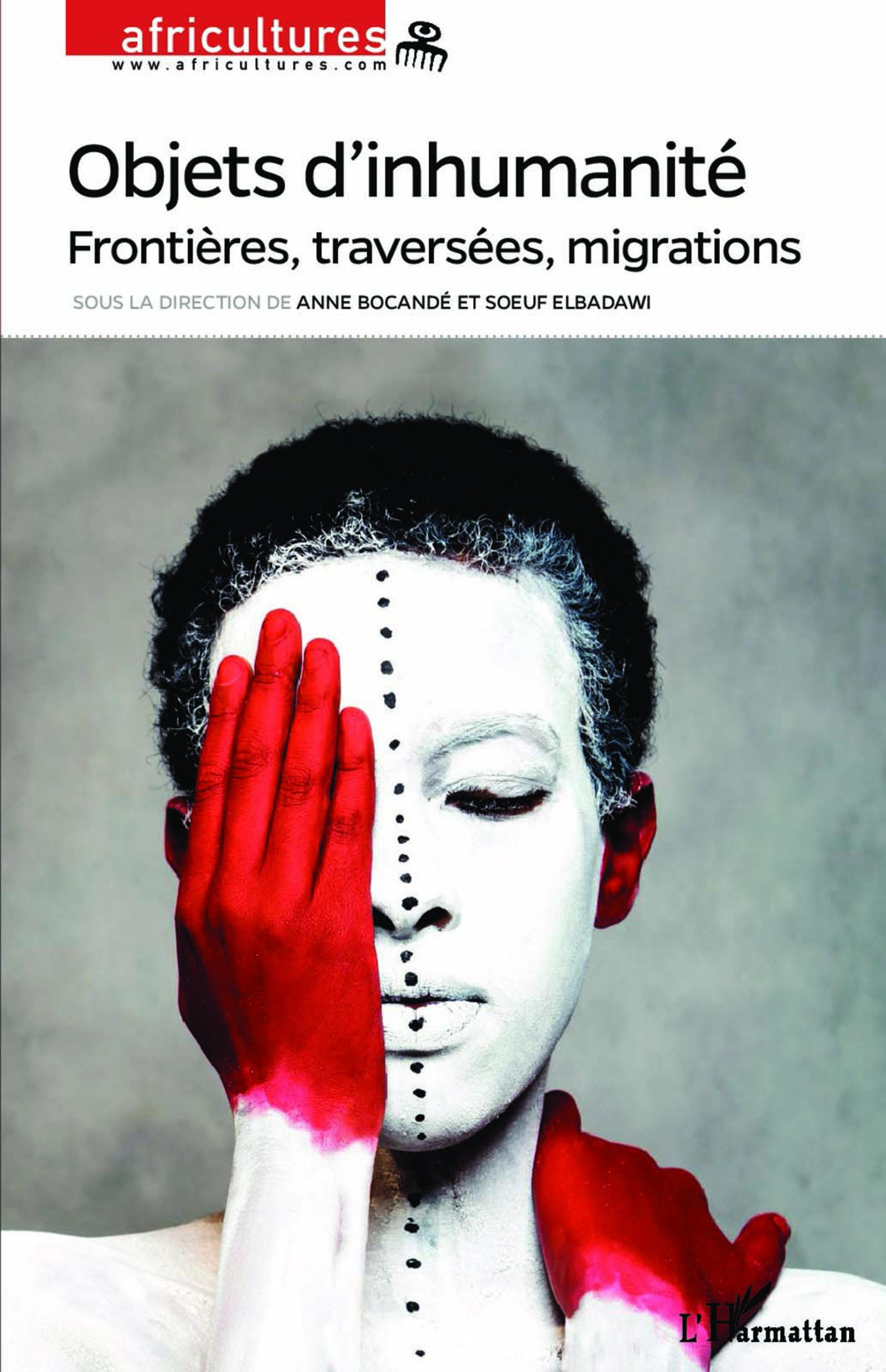
Couverture Africultures n°106

Jede Ausgabe der Zeitschrift Africultures ist einem bestimmten Thema gewidmet. Sie enthält Artikel und Interviews von verschiedenen Journalisten und Wissenschaftlern und ist umfassend illustriert.
Die Zeitschrift erschien zunächst monatlich auf 96, dann auf 128 Seiten im Format 13 × 21,5 cm. Seit der Ausgabe Nr. 54, Januar–März 2003, erscheint sie vierteljährlich auf ca. 250 Seiten im Format 16 × 24 cm. Sie wird von den Editions L’Harmattan und der Association Africultures gemeinsam herausgegeben und veröffentlichte bis zum Jahr 2018 106 Ausgaben.

## Freie Lizenz
Seit 2012 wird seine gesamte Datenbank mit dem Titel Sudplanet (spla / Southplanet), die weltweit größte Datenbank zu diesem Thema, mit über 80.000 Künstlerbiografien und Beschreibungen von Büchern, Schallplatten, Filmen und DVDs, Aufführungen und kulturellen Organisationen und Institutionen unter der freien Lizenz Creative Commons License: Namensnennung Weitergabe unter gleichen Bedingungen (Share Alike) veröffentlicht. Sie wird von den Partnern, die sie mit Inhalten füllen und nutzen, gemeinsam verwaltet und besessen.

## Buchreihen
Africultures betreibt eine Reihe innerhalb des Verlags L'Harmattan: La Bibliothèque d'Africultures.
Darüber hinaus ist Afriphoto eine von Africultures und Filigranes gemeinsam herausgegebene Sammlung von Alben im Format 12 × 16,5 cm über afrikanische Fotografen, darunter
Mamadou Konaté, Malick Sidibé, Abel Sumo Gayvolor, Isaac Bruce Hudson Vanderpuje, Ganiyu Owadi, Gerald L. Annan-Forson, Philippe Koudjina, Francis Nii Obodai Provençal, Paul Kabré, Germain Kiemtoré, Zaynab Toyosi Oduns, Bill Akwa Bétoté, Omar D., Emeka Okereke, Mathe Kebofhe, Philippe Koudjina, Fouad Hamza Tibin, Mohamed Yahia Issa, Bruno Boudjelal und Gabriel Fasunon.

## Zeitschrift Afriscope
Eine Gratiszeitschrift, Afriscope, wurde von der Redaktion von Africultures konzipiert und erstmals am 12. Juli 2007 während eines Konzerts auf der Place de la Bastille verteilt. Während Africultures sich als Publikation zur Vertiefung und Reflexion versteht, widmet sich die kostenlose (zweimonatlich erscheinende) Ausgabe den aktuellen Ereignissen. Die Artikel werden von Journalisten verfasst und behandeln über Kunst und Kultur hinaus auch eher soziale und alltägliche Probleme: Staatsbürgerschaft, Kampf gegen Diskriminierung, Beschäftigung, Bildung, Gesundheit etc. Chefredakteurin ist Anne Bocandé. Die Gründerin Ayoko Mensah erklärte: „Die Kreativität zeitgenössischer Künstler aus Afrika oder seiner Diaspora und die Initiativen von Bürgern mit afrikanischen Wurzeln bleiben fast unbemerkt. Wir wollen, dass sich das ändert. Mit dieser Gratiszeitung bieten wir ein zugängliches Medium, das in der Lage ist, die breite Öffentlichkeit über identitäre und soziale Trennlinien hinweg zu erreichen.“
Diese ergänzende Publikation wird von einigen Organisationen und Körperschaften finanziell unterstützt, insbesondere von der Region Ile-de-France, der Agence nationale pour la cohésion sociale et l'égalité des chances (Acsé) und der Mairie de Paris.
Das 32-seitige illustrierte Magazin im Format 21 × 29,7 cm wird hauptsächlich an kulturellen Orten in der Ile-de-France verteilt und erscheint bis zur Ausgabe 53 im Dezember 2017.

## Spezialisierte Websites
Aufgrund seiner Beziehungen zu Strukturen oder Initiativen in Afrika hat der Verein Africultures spezialisierte Websites entwickelt, interaktive Themenportale, die nun Eigentum der betreffenden Vereine sind: Africiné mit der Fédération africaine de la critique cinématographique (FACC), Afrilivres, die Titel für den nichtschulischen Bereich vorstellt, die von Verlagen im frankophonen Afrika veröffentlicht wurden, die in der in Cotonou ansässigen Vereinigung Afrilivres zusammengeschlossen sind, Afrithéâtre, die eine detaillierte Analyse einer großen Anzahl von Stücken afrikanischer Dramatiker bietet, AfriBD, die Informationen über afrikanische Comics zusammenfasst.
Die gemeinsame Datenbank aller Websites, Sudplanet (engl. Southplanet, Abkürzung SPLA), ist kollektives Eigentum und enthält auch Kulturportale für alle AKP-Staaten. Sie funktioniert als Wiki und ermöglicht es allen Künstlern und kulturellen Organisationen, ihre Informationen über Formulare, die auf der „Self Page“ zugänglich sind, einzugeben und zu aktualisieren.

## Bibliografie
- Valérie Osouf: Actualité artistique et critique culturelle africaine. In: Le Monde. 7. April 1999 (französisch, lemonde.fr).
- Catherine Bedarida: « Africultures » et « Notre Librairie, revue des littératures du Sud ». In: Le Monde. 28. Januar 2000 (französisch, lemonde.fr).
- Thomas Ferenczi: Immigrés : le dialogue entre les cultures. In: Le Monde. 29. Februar 2000 (französisch, lemonde.fr).
- Catherine Bedarida: Repères. In: Le Monde. 15. Dezember 2003 (französisch, lemonde.fr).
- Martine Delahaye: « Afriscope », premier gratuit pour la diaspora. In: Le Monde. 17. Juli 2007 (französisch, lemonde.fr).
- Thierry Leclère: “Afriscope”, un gratuit pas comme les autres. In: Télérama. 21. Juli 2009 (französisch, telerama.fr).
- Lotte Arndt: Les revues font la culture ! Négociations postcoloniales dans les périodiques parisiens relatifs à l'Afrique (1947–2012) (= Studien zu Literaturen und Kunst Afrikas 08). WVT Wissenschaftlicher Verlag Trier, Trier 2016, ISBN 978-3-86821-641-7, S. 340.